# Django Django (álbum)
Django Django  es el primer álbum de estudio homónimo y álbum debut de la banda británica de rock: Django Django, lanzado finalmente en enero de 2012.
El álbum se le considera de estilo vanguardista, y recibió buenas críticas en su lanzamiento que llegó al posicionamiento en el UK Albums Chart llegando en la posición 33.
El álbum fue conocido gracias a los sencillos "Default" y "Waveforms".

## Sonido
El sonido del álbum principalmente se enfoca en el art rock y el rock electrónico, también contando con elementos del experimental y el rock psicodélico.

## Lista de canciones
Todas las canciones escritas y compuestas por Django Django. 
| Django Django |                    |          |  |
| N.º           | Título             | Duración |  |
| 1.            | «Introduction»     | 02:12    |  |
| 2.            | «Hail Bop»         | 04:03    |  |
| 3.            | «Default»          | 03:07    |  |
| 4.            | «Firewater»        | 04:49    |  |
| 5.            | «Waveforms»        | 04:26    |  |
| 6.            | «Zumm Zumm»        | 05:19    |  |
| 7.            | «Hand of Man»      | 02:36    |  |
| 8.            | «Love's Dart»      | 03:49    |  |
| 9.            | «WOR»              | 04:49    |  |
| 10.           | «Storm»            | 03:14    |  |
| 11.           | «Life's a Beach»   | 03:05    |  |
| 12.           | «Skies Over Cairo» | 03:32    |  |
| 13.           | «Silver Rays»      | 03:50    |  |
| 48:30         |                    |          |  |

## Personal
- Vincent Neff - vocal, guitarra
- Jim Nixon - bajo, vocal de apoyo, teclados
- Tommy Grace - teclados, vocal de apoyo, caja de ritmos, sampleos
- Dave Maclean - batería, percusión, caja de ritmos